# Char M67
Pour les articles homonymes, voir M67.

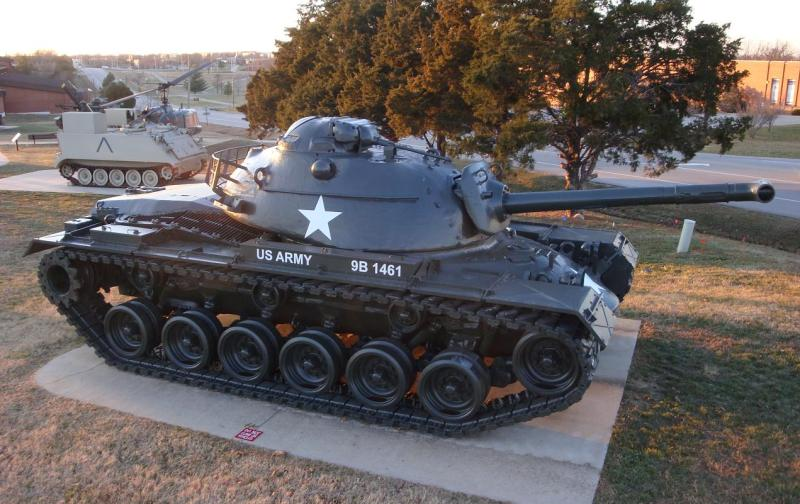
M67 de l'US Army exposé au Fort Leonard Wood (Missouri).

Le M67, surnommé « Zippo », est un char moyen lance-flammes.

## Historique
Il a été conçu aux États-Unis par le Chemical Corps de l’United States Army dans les années 1952-1954 sur le châssis de char M48 Patton à l'initiative de l'United States Marine Corps pour remplacer les chars Sherman équipés d'un lance-flammes Ronson. Le kit de transformation d'un M48 en char lance-flammes peut être installé en 8 h. Le prototype M66 est terminé en mai 1952. Il est produit à 109 unités au Detroit Arsenal (Warren, Michigan) par Chrysler entre 1955 et 1956 et sera utilisé par les Marines et l'Army. Ayant servi principalement durant la guerre du Viêt Nam, il sera retiré du service en 1974.

## Description
Ayant un équipage de trois hommes, il est équipé d'un lance-flammes avec un embout de 9 cm avec des réservoirs d'une contenance de 365 gallons(1 381,68 l) de napalm qu'il projette avec une pression de 300 psi (20,7 bar) à une portée maximale d'environ 255 m. Ce dispositif est également montés sur des M113.

## Galerie photo

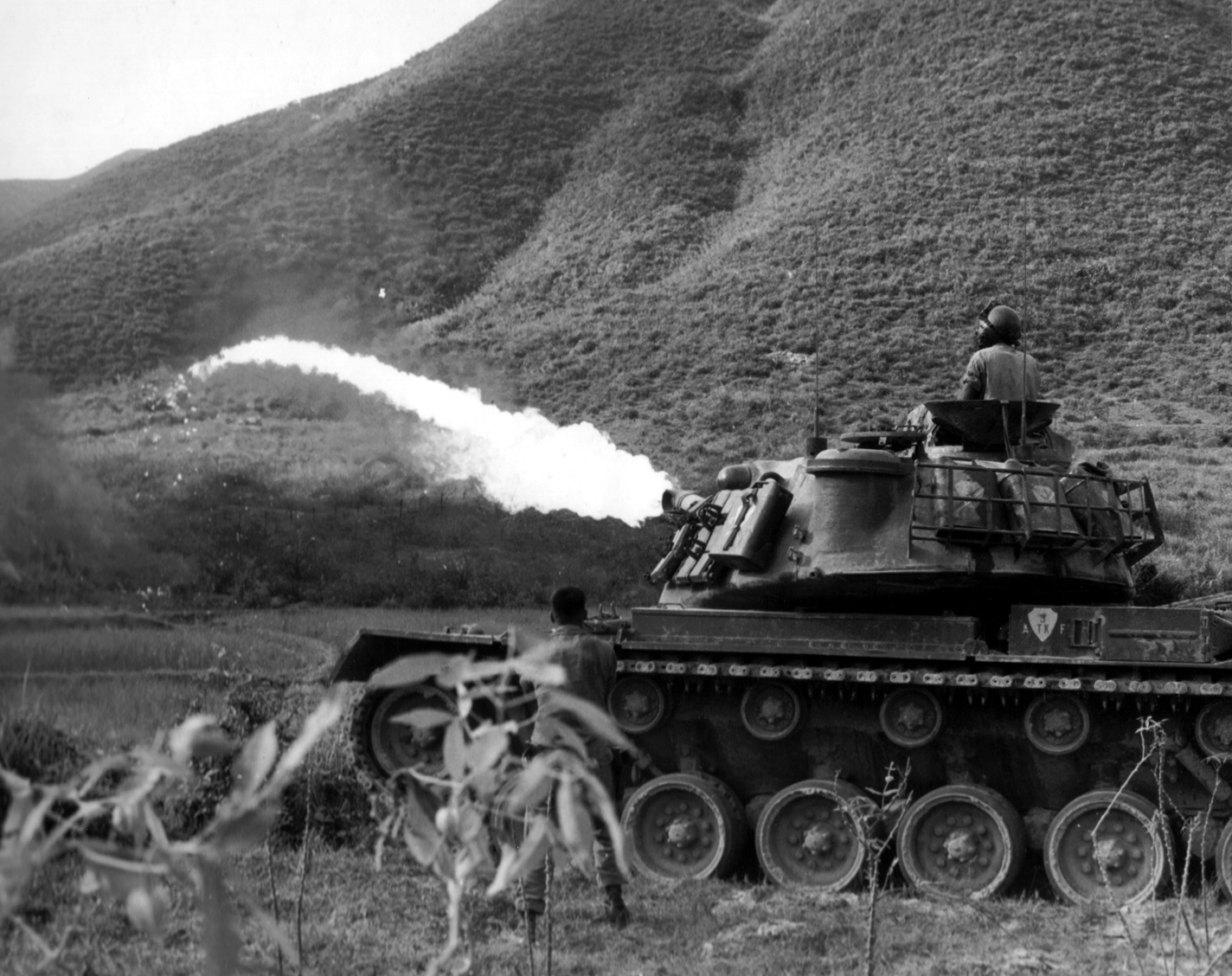
Un M67 près de Đà Nẵng pendant la guerre du Viêt Nam.
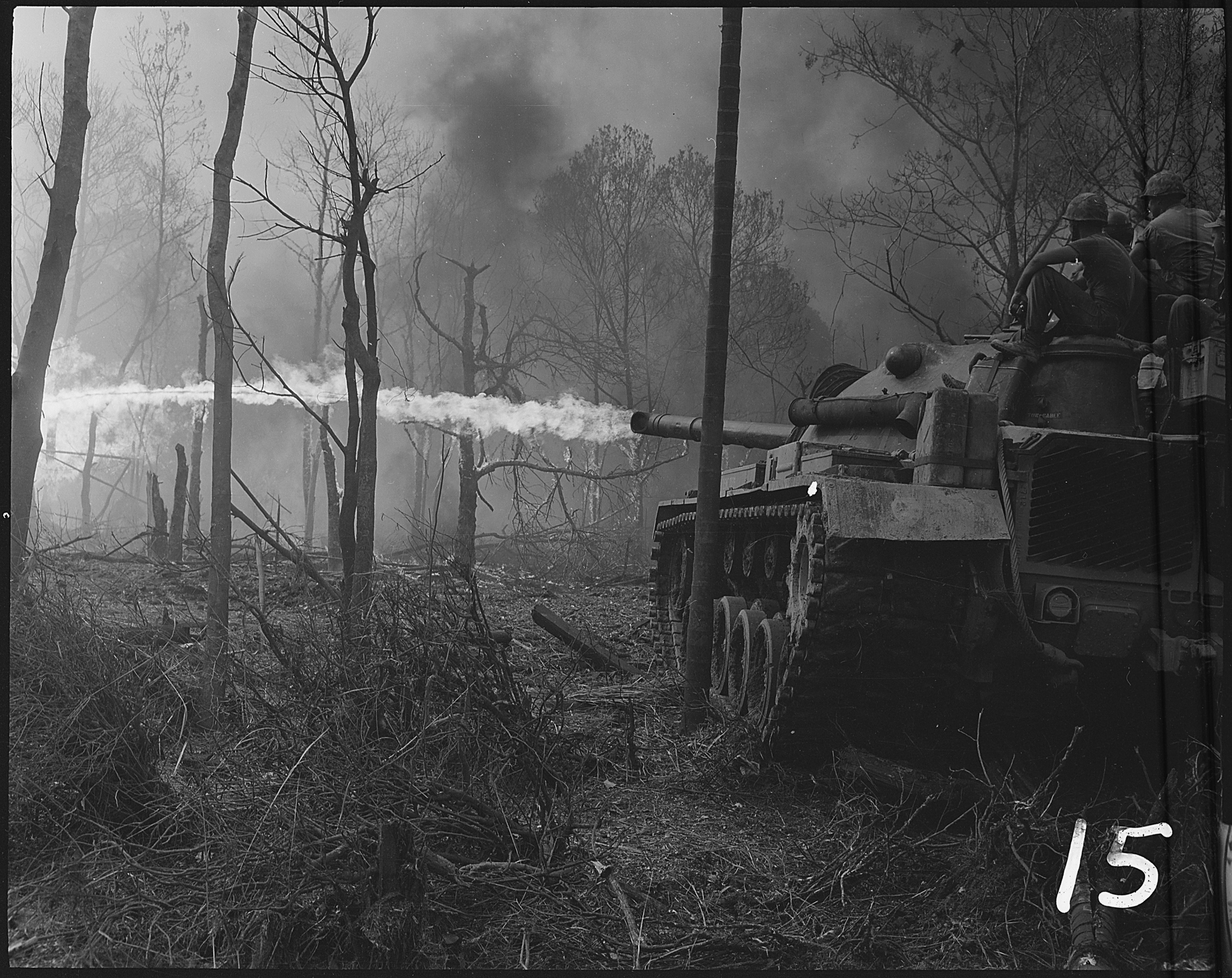
Pendant la guerre du Viêt Nam.
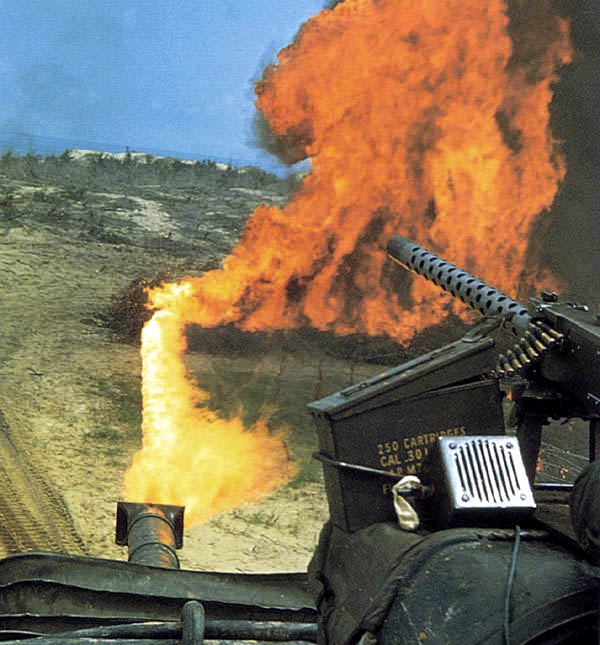
Pendant la guerre du Viêt Nam. Il est équipé d'une mitrailleuse Browning 1919 de calibre .30 Carbine sur la tourelle.